# 거제 덕포동 이팝나무
거제 덕포동 이팝나무(巨濟 德浦洞 이팝나무)는 대한민국 경상남도 거제시 덕포동에 있는 이팝나무이다. 1990년 1월 16일 경상남도의 기념물 제95호 장승포 덕포리 이팝나무로 지정되었다가, 2018년 12월 20일 현재의 명칭으로 변경되었다.

## 현지 안내문
이팝나무란 이름은 꽃이 필 때 나무 전체가 하얀꽃으로 뒤덥여 이밥, 즉 쌀밥과 같다고 하여 붙여진 것이라고 하며, 여름이 시작될 때인 입하에 꽃이 피기 때문에 ‘입하목(立夏木)’이라 부르기 시작하여 입하목에서 입하나무를 거쳐 오늘의 이팝나무가 되었다고 한다.
장승포 덕포리 이팝나무의 나이는 300년 정도로 추정되며, 높이는 15m, 둘레는 3m이다. 마을 안에서 자라고 있으며, 나무 곁에는 작은 돌무더기로 된 탑이 있다. 이 작은 탑들은 이곳 사람들이 마을의 평화와 모든 일이 잘 되길 기원하며 쌓았다고 하며, 예전에는 왜적이 침입할 때 방어용 무기로 사용했다고 한다.
우리나라의 크고 오래된 이팝나무에는 거의 한결같은 이야기가 전해지고 있는데, 그것은 이팝나무의 꽃이 많이 피고 적게 피는 것으로써 그해 농사의 풍년과 흉년을 점칠 수 있다는 것이다. 이팝나무는 물이 많은 곳에서 잘 자라는 식물이므로 비의 양이 적당하면 꽃이 활짝 피고, 부족하면 잘 피지 못한다. 물의 양은 벼농사에도 관련되는 것으로, 오랜 경험을 통한 자연관찰의 결과로서 이와 같은 전설이 생겼다고 본다.
장승포 덕포리 이팝나무는 크고 오래된 나무로 생물학적 가치가 높아 기념물에 지정되어 보호하고 있다.

## 같이 보기
- 이팝나무

## 참고 자료
- 거제 덕포동 이팝나무 - 국가유산청 국가유산포털